# Eddie Saeta
Eddie Saeta, també conegut com a Edward A. Saeta, Edward M. Saeta o Edwin M. Saeta (Filadèlfia, Pennsilvània, USA, 11 de novembre de 1914 - Camarillo, Califòrnia, 26 de març de 2005) fou un productor de cinema i director de producció, ajudant de direcció i director de cinema estatunidenc.
Membre de l'Acadèmia de les Arts i les Ciències Cinematogràfiques, fou un director de producció i ajudant de direcció estatunidenc que va dirigir i produir pel·lícules. Nat a Filadèlfia, Saeta va créixer a Los Angeles, on el seu pare era cap del departament elèctric de Columbia Pictures. Amb 18 anys, Saeta aconseguí una feina com a missatger del cap de Columbia, Harry Cohn, i treballà com a 3r assistent de direcció de westerns a Columbia i, posteriorment, a Monogram. Després de servir durant la Segona Guerra Mundial al Cos de senyals de l'exèrcit dels Estats Units, Saeta tornà a Columbia i passà gairebé dues dècades com a assistent de direcció. Posteriorment, va exercir de director de producció i va produir i dirigir algunes pel·lícules. Va rebre un premi del Gremi de Directors pel seu treball a la pel·lícula per a televisió Brian's Song (1973) (TV).
Entre la seva producció cinematogràfica destaquen la pel·lícula d'acció The Man From UNCLE: The Hula Doll Affair (1967) de la qual fou el director, i també la pel·lícula de terror "Doctor Death: Seeker of Souls" (1973), en la qual exercí com a productor i com a director.